# Lamprocryptus fuscipennis
Lamprocryptus fuscipennis là một loài tò vò trong họ Ichneumonidae.